# Medinilla mirabilis
Medinilla mirabilis là một loài thực vật có hoa trong họ Mua. Loài này được (Gilg) Jacq.-Fél. mô tả khoa học đầu tiên năm 1977.